# Santa Clara Valley AVA
Santa Clara Valley AVA (anerkannt seit dem 28. März 1989) ist ein Weinbaugebiet im US-Bundesstaat Kalifornien. Das Gebiet liegt im Verwaltungsgebiet von Santa Clara County. Die Region ist Teil der übergeordneten Central Coast AVA und San Francisco Bay AVA, ist aber auch noch in zwei Subzonen, Pacheco Pass AVA und San Ysidro District AVA unterteilt.
In der Frühzeit der Geschichte des Weinbau in Kalifornien spielte die Region eine Pionierrolle und insbesondere die Weinmacher Paul Masson und Charles Lefranc setzten wichtige Impulse für den Erfolg der Weinbauindustrie.
Gebremst wurde die Entwicklung der Weinbauregion durch die boomende Industrie des Silicon Valley und der damit einhergehenden Konvertierung von Rebflächen in Bauland. Heute findet man den Großteil der bestockten Rebflächen im Westen der Santa Cruz Mountains in der Nähe der Stadt San José.